# 向海
45°3′N 122°17′E / 45.050°N 122.283°E
向海位于中国吉林省西部通榆县境内，是一个以保护丹顶鹤等珍稀水禽和蒙古黄榆等稀有植物群落为主要目的的内陆湿地与水域生态系统类型的国家级自然保护区。包括向海乡全部，四井子乡的四家子、大房村，兴隆山乡的东风、粮丰、兴盛、长发村，乌兰花乡的双龙、水村以及同发畜牧场的利民、东兴分场的大部，地跨4个乡1个牧场12个村共有32个村屯。向海自然保护区总面积105467公顷。向海自然保护区南有霍林河，北有额木太河，由于渗漏、蒸发，保护区内无明显河床，只有在雨季时，形成季节性尾闾湿地或沼泽地。大香海泡与二场泡于1971年建坝，并入引洮（洮儿河）灌溉工程系统，称为向海水库。向海水库与黄鱼泡、大肚泡、小泡、蛤蟆泡（兴隆水库）、小香海泡等相通，水深一般在0．5～1．5米，最深处10米以上。。
向海地形复杂，沙丘、草原、湿地纵横交错。保护区内栖息有有国家重点保护的野生动物52种。向海自然保护区是1981年3月经吉林省人民政府批准建立，1983年成为国家级自然保护区，1992年被列入《国际重要湿地名录》。2005年被评为4A级旅游景区。
21世纪初，由于连年干旱等原因，湿地严重萎缩。后启动“引察（察尔森水库）入向（向海湿地）”等措施，湿地有所恢复。